# Judo-Europameisterschaften der Frauen 1982
Die Judo-Europameisterschaften 1982 der Frauen fanden vom 13. bis 14. März 1982 in Oslo statt.  
Die Mannschaft aus dem Gastgeberland gewann keine Medaille, Heidi Andersen im Mittelgewicht und Gry Alexandersen im Schwergewicht unterlagen im Kampf um eine Bronzemedaille und belegten den fünften Platz. Jocelyne Triadou gewann ihren vierten Titel und Edith Hrovat ihren zweiten Titel in Folge. Mit Edith Simon gewann erstmals eine Judoka bei den gleichen Europameisterschaften den Titel im Mittelgewicht und in der offenen Klasse.

## Ergebnisse
| Gewichtsklasse                 | Gold               | Silber               | Bronze                                |
| ------------------------------ | ------------------ | -------------------- | ------------------------------------- |
| Superleichtgewicht (bis 48 kg) | Karen Briggs       | Anna De Novellis     | Marie-France Colignon Jaana Ronkainen |
| Halbleichtgewicht (bis 52 kg)  | Edith Hrovat       | Loretta Doyle        | Ann Löf Pascale Doger                 |
| Leichtgewicht (bis 56 kg)      | Béatrice Rodriguez | Rebecca Limerick     | Inge Krasser Gerda Winklbauer         |
| Halbmittelgewicht (bis 61 kg)  | Herta Reiter       | Chantal Han          | Gabriele Ritschel Martine Rottier     |
| Mittelgewicht (bis 66 kg)      | Edith Simon        | Dawn Netherwood      | Claudette Dekarz Karin Krüger         |
| Halbschwergewicht (bis 72 kg)  | Jocelyne Triadou   | Barbara Claßen       | Marina Berg Ines Kaspers              |
| Schwergewicht (über 72 kg)     | Marjolein van Unen | Christiane Kieburg   | Véronique Vigneron Margherita De Cal  |
| Offene Klasse                  | Edith Simon        | Jolanda van Meggelen | Barbara Claßen Isabel Cortavitarte    |

## Medaillenspiegel
| Rang | Land                   | Gold | Silber | Bronze | Gesamt |
| ---- | ---------------------- | ---- | ------ | ------ | ------ |
| 1    | Österreich             | 4    | –      | 1      | 5      |
| 2    | Frankreich             | 2    | –      | 5      | 7      |
| 3    | Vereinigtes Königreich | 1    | 2      | –      | 3      |
| 3    | Niederlande            | 1    | 2      | –      | 3      |
| 5    | BR Deutschland         | –    | 2      | 3      | 5      |
| 6    | Schweden               | –    | 1      | 2      | 3      |
| 7    | Italien                | –    | 1      | 1      | 2      |
| 8    | Spanien                | –    | –      | 2      | 2      |
| 9    | Finnland               | –    | –      | 1      | 1      |
| 9    | Schweiz                | –    | –      | 1      | 1      |
|      | Total                  | 8    | 8      | 16     | 32     |